# Eduardo Waghorn
Eduardo Waghorn Halaby (Santiago del Cile, 14 giugno 1966) è un cantautore, musicista, compositore e avvocato cileno., anche se si è dilettato in poesia, disegno artistico e pubblicità. È autore di oltre 500 canzoni. Waghorn definisce da sé il suo stile come «un mix di trova, pop e folk».

## Biografia

### Nei primi anni
Waghorn studiato al Liceo de Aplicación , una scuola secondaria, dove è stato un membro attivo del coro. All'età di 12 anni, ha vinto un concorso di canto, che rappresenta la sua scuola nello show televisivo "Hola Hola", condotto da Pablo Aguilera. Nel 1984, quando non aveva ancora compiuto 18 anni ed era una matricola a studiare legge presso l'Università di Valparaíso, ha iniziato a comporre le sue prime canzoni. Ha partecipato e vinto vari festival nella zona, e ha anche condotto diversi programmi per la Valentín Letelier Radio, dove ha intervistato molti giovani musicisti. Inoltre, è stato l'atto di apertura per Sol y Medianoche, Hugo Moraga, Rudy Wiedmaier, Eduardo Peralta e Payo Grondona, tra gli altri.

### Trasferimento a sud del Cile e viaggio in Argentina
Nel 1988, Waghorn spostato da Viña del Mar a vivere nella regione O'Higgins del Cile, a lavorare come insegnante di musica in diverse città della zona: Santa Cruz , Peralillo , Poblacion e Chépica . Durante quel periodo, ha composto canzoni come Muñeco de Trapo , si me hablaran las estrellas , Sobrevivo Lentamente y Delia . In quello stesso anno, è stato responsabile di due programmi radiofonici a Santa Cruz e Cauquenes , nella regione Maule . Ha inoltre partecipato al programma radiofonico Dimensión Latinoamericana a Valparaíso, ospitato da Thelmo Aguilar.
Nei primi anni 1990, si è recato in Argentina, dove la sua musica è stata trasmessa da varie province. Torna in Cile, dal 1991 inizia la registrazione di diversi demo, al fine di rilasciare il suo primo album sul mercato. Tuttavia, il progetto è stato rinviato. Una situazione simile si è verificato con Sello Alerce casa discografica nel 1998. Infine, ha raccolto alcune delle sue canzoni più note e li registra il suo primo album ufficiale, Muñeco de Trapo (Rag Doll).

### Muñeco de Trapo
Questo album è composto da 11 canzoni, tutte registrate al Santuario Sónico e masterizzato a Tarkus. Al termine, Muñeco de Trapo immediatamente ha cominciato a ricevere airplay a Santiago e varie città, a partire dal novembre 2010.
Nel marzo 2011, Waghorn vinto il secondo posto al Festival virtuale de la Voz (Virtual Voice Festival), tenutasi a Santiago, con la sua canzone "Muñeco de Trapo", il tema centrale del suo album omonimo. Nell'agosto 2011, il suo singolo "Sol" ha raccolto più di 75.000 voti sul sito ufficiale di Radio Uno , e il suo album è stato selezionato come "Album of the Day" di quella stazione radio.
Tra ottobre 2011 e marzo 2012, il suo singolo "Sol" rimasto nella top 30 del programma di Dulce Patria de Radio Cooperativa. Nel gennaio 2012, ha giocato nella Festival di Viña del Mar con la sua canzone "Yo me quedo en cada cosa", a cura con uno stile pop più, e arrangiato dal compositore Francisco Mendoza V. e del cantautore nazionale Eduardo Valenzuela .
Nel mese di aprile 2012, ha pubblicato il suo singolo, "12 de Agosto", che è stato prodotto da Valenzuela. Nel 2013, è stato nominato per l'Altazor Premio , Arte, musicali, con la sua canzone "Si me Hablaran las Estrellas", e organizzato dal compositore Francisco Mendoza V. e menzione d'onore per "Best Pop Song". Nel 2014, è stato anche recentemente nominato per l'Altazor, questa volta per 12 de Agosto come "Best Pop Album o Ballad".

## Discografia

### Ufficiale
- 2011: Muñeco de Trapo
- 2012: 12 de Agosto